# Jajoliki čopotac
Jajoliki čopotac (lat. Neottia ovata), vrsta orhideje iz roda kokoška raširena po velikim dijelovima Euroazije, uključujući i Hrvatsku.
Ime čopotac došaoo je otuda što je nekada uključivana u rod Listera (danas sinonim za Neottia).

## Sinonimi
- Bifolium ovatum (L.) Nieuwl.
- Diphryllum ovatum (L.) Kuntze
- Distomaea ovata (L.) Spenn.
- Epipactis ovalifolia Stokes
- Epipactis ovata (L.) Crantz
- Helleborine ovata (L.) F.W.Schmidt
- Listera multinervia Peterm.
- Listera ovata (L.) R.Br.
- Malaxis ovata (L.) Bernh.
- Neottia latifolia Rich.
- Ophrys bifolia Lam.
- Ophrys ovata L.
- Pollinirhiza ovata (L.) Dulac
- Serapias ovata (L.) Steud.